# Prorhynchops errans
Prorhynchops errans är en tvåvingeart som beskrevs av Charles Howard Curran 1927. Prorhynchops errans ingår i släktet Prorhynchops och familjen parasitflugor.
Artens utbredningsområde är Puerto Rico. Inga underarter finns listade i Catalogue of Life.